# 리치 커뮤니케이션 서비스
리치 커뮤니케이션 서비스(Rich Communication Services, RCS)는 SMS 메시지를 리치 문자 메시지 시스템으로 대체하고 전화 번호부 폴링 (서비스 검색 용)을 제공하고 통화 중 멀티미디어를 전송할 수 있는 것을 목표로 하는 이동 전화 사업자 간 및 휴대 전화와 사업자 간의 통신 프로토콜이다. 또한 광범위한 IP 멀티미디어 서브시스템의 일부이기도 하다.
이것은 joyn, 채팅+등으로 마케팅 되었다.

## 역사
Rich Communication Suite industry initiative는 2007년 group of industry promoters에 의해 설립되었다. 2008년 2월, GSM 협회는 공식적으로 RCS의 '홈' 프로젝트가 되었고, 조직에 의해 RCS 운영위원회가 설립되었다.
운영위원회의 업무 범위는 RCS로 알려진 애플리케이션 스위트의 서비스의 정의, 테스트, 통합을 수반하는 것이었다. 3년 후, RCS 프로젝트는 원래 RCS 규격의 다양한 기능을 포함하는 새로운 규격인 RCS-e('향상')를 발표했다. 그 GSMA 프로그램은 현재 리치 커뮤니케이션 서비스라고 불린다.
GSMA는 2016년 11월에 범용 프로파일을 발표했다. 범용 프로파일은 고급 통신을 위한 전 세계적으로 합의된 단일 GSMA 사양이다. 범용 프로파일을 배포하는 통신사는 다른 통신사와의 상호 연결을 보장한다. 47개의 모바일 네트워크 사업자, 11개의 제조업체 및 2개의 OS 공급자 (구글과 마이크로소프트)가 지원을 발표했다. Google의 Jibe Cloud 플랫폼은 RCS 범용 프로파일을 구현 한 것으로, 이동통신사가 RCS를 더 빠르게 시작하고 쉽게 확장 할 수 있도록 설계되었다.
삼성은 전 세계적으로 RCS를 지원하는 주요 기기의 OEM이다. 삼성 RCS 지원 장치는 2012년부터 유럽에, 미국에서는 2015년부터 상업적으로 출시되었다.
구글은 안드로이드 SMS 앱 메시지로 안드로이드 기기에서 RCS를 지원한다. 2018년 4월, 구글은 자사의 구글 알로 메시징 서비스에서 일하고 있던 팀을 보다 광범위한 RCS 구현을 위해 이전할 것으로 보고되었다. 2019년 6월 구글은 메시지 앱을 통해 RCS를 옵트인 방식으로 구축하기 시작한다고 발표했는데, 통신사가 아닌 구글이 진행하는 RCS 인증 서비스였다. 이 기능의 롤아웃은 프랑스와 영국에서 시작될 것이며, 그것은 범용 프로파일의 규정을 준수하는 다른 RCS 구현과 호환될 것이다. 구글은 RCS에 종단 간 암호화가 없다는 우려에 대해 수신자에게 전달될 때까지 전송 중인 메시지 데이터만 보관하겠다고 밝혔다.
미국 4대 통신사는 2019년 10월 'Cross-Carrier Messaging Initiative'를 구성해 새로 개발한 앱을 이용해 RCS를 공동 구현하기로 합의했다고 발표했다. 그 서비스는 범용 프로파일과 호환될 것이다.

## RCS 사양
RCS는 3GPP와 오픈 모바일 얼라이언스가 정의한 다양한 서비스를 강화된 전화번호부와 결합한다. 다른 전화의 기능과 현재 정보를 휴대전화로 찾아 표시할 수 있다.
RCS는 3GPP 지정 IMS 핵심 시스템을 인증, 인가, 등록, 충전, 라우팅 등의 문제를 처리하는 기본 서비스 플랫폼으로 재사용한다.
릴리즈 1 버전 1.0 (2008년 12월 13일)RCS 강화 주소록에서 도출된 음성 및 대화와 컨텐츠 공유의 강화에 대한 첫 번째 정의 제공.
릴리즈 2 버전 1.0 (2009년 8월 31일)RCS 기능에 대한 광대역 액세스 추가: 메시징 향상 및 파일 공유 활성화.
릴리즈 3 버전 1.0 (2010년 2월 25일)기본 장치로 광대역 장치에 중점을 둔다.
릴리즈 4 버전 1.0 (2011년 2월 14일)LTE 지원 포함.
릴리즈 5 버전 1.0 (2012년 4월 19일)RCS 5.0은 RCS-e V1.2 규격과 완전히 하위호환되며, RCS 4의 기능과 IP 화상통화, IP 음성통화, 지리 위치 교환 등의 새로운 기능도 포함하고 있다. 글로벌 상호운용성은 이들 규격의 핵심 사양이며, RCS 5.0은 OMA CPM과 OMA SIMPLE IM을 모두 지원한다. RCS 5.0에는 다음과 같은 기능이 포함되어 있다.
- 독립 실행형 메시징
- 1-2-1 채팅
- 그룹 채팅
- 파일 전송
- 콘텐츠 공유
- 소셜 인식 정보
- IP 음성통화 (IR92 및 IR.58)
- IP 영상통화 (IR.94)
- Geolocation Exchange
- Capability Exchange based on Presence or SIP OPTIONS

릴리즈 5.15.1은 RCS-e V1.2 및 RCS 5.0 규격과 완전히 하위호환된다. 그룹 채팅 스토어 및 포워드, 그룹 채팅의 파일 전송, 파일 전송 스토어 및 포워드, Best Hour Voice Call 등의 새로운 기능과 V1.2 상호운용성 테스트 노력의 결과 및 버그 수정 사항을 소개한다. 글로벌 상호운용성은 이 규격의 핵심 측면이며 5.1은 OMA CPM과 OMA SIMPLE IM을 모두 지원한다.
- 버전 1.0 (2012년 8월 13일)
- 버전 2.0 (2013년 5월 3일)
- 버전 3.0 (2013년 9월 25일)
- 버전 4.0 (2013년 11월 28일)

릴리즈 5.2 버전 5.0 (2014년 5월 7일)중앙 메시지 저장소를 개선하고 사양에 서비스 확장 태그 도입. 또한 RCS 5.1 V4.0에 사용자 환경을 개선하고 배포된 RCS 네트워크에서 지적된 문제를 해결하는 여러 가지 점진적인 개선 사항과 버그 수정 사항을 도입했다.
릴리즈 5.3 버전 6.0 (2015년 2월 28일)
릴리즈 6.0 버전 7.0 (2016년 3월 21일)
릴리즈 7.0 버전 8.0 (2017년 6월 28일)챗봇, SMS 대체 기능 등 지원
릴리즈 8.0 버전 9.0 (2018년 5월 16일)추가 챗봇 기능 및 vCard 4.0 지원

### RCS-e (강화)
안정화 버전 (2011년 5월)
버전 1.2 (2011년 11월 28일)
버전 1.2.2 (2012년 7월 4일)

### joyn
GSMA는 RCS 규격의 일련의 구체적인 사양을 정의했다. RCS 사양은 종종 개별 통신 기능을 구현하기 위한 여러 가지 옵션을 정의하므로 통신 사업자간에 상호 운용 가능한 서비스를 제공하는 데 어려움이 있다. RCS 규격은 표준화를 촉진하고 통신사 간의 상호연결을 단순화하는 보다 구체적인 구현을 정의하는 것을 목표로 한다.
현재 관련 릴리스는 크게 두 가지가 있다:
- joyn Hot Fixes - RCS 1.2.2 규격(이전에는 RCS-e로 알려짐)에 기초하여, 여기에는 1:1 채팅, 그룹 채팅, MSRP 파일 공유 및 영상 공유(서킷 교환 통화 중)가 포함된다. 이 규격에 근거한 서비스는 스페인, 프랑스, 독일에서 런칭되었다.
- joyn Blackbird Drop 1 - 이것은 RCS 5.1 사양에 따라, joyn Hot Fixes 서비스를 HTTP 파일 공유, 위치 공유, 그룹 파일 공유, 그리고 그룹 채팅 저장 및 포워드와 같은 다른 기능을 포함하도록 확장한다. joyn Blackbird Drop 1은 joyn Hot Fixes와 하위호환된다. 보다폰 스페인의 통신망은 joyn Blackbird Drop 1로 인가를 받았으며, 텔레포니카와 Orange Spain도 joyn Blackbird Drop 1 클라이언트 벤더와의 상호운용성 테스트에 참여했다. 많은 클라이언트 벤더들이 Blackbird Drop 1에 대한 허가를 받았다.

또한 두 개 이상의 향후 릴리스가 계획되어 있다:
- joyn Blackbird Drop 2 - RCS 5.1 규격에 기초하여, 이것은 주로 IP 음성 및 비디오 통화를 추가할 것이다. joyn Blackbird Drop 2의 테스트 사례는 아직 GSMA에 의해 공개되지 않았다.
- joyn Crane - 이미 GSMA 웹 페이지에서 사용 가능하다.

### RCS 범용 프로파일
GSMA의 범용 프로파일은 RCS의 제품 개발 및 글로벌 운영자 배치를 단순화하기 위해 개발된 단일의 업계에서 인정하는 기능 및 기술 지원 도구 모음이다.
버전 1.0 (2016년 11월)지역 간 상호 운용 가능한 기능 검색, 채팅, 그룹 채팅, 파일 전송, 오디오 메시징, 영상 공유, 다중 기기, 강화된 통화, 위치 공유 및 라이브 스케치와 같은 핵심 기능 포함.
버전 2.0 (2017년 7월)플랫폼으로서의 메시징, API, 플러그인 통합 및 향상된 인증 및 앱 보안 포함.
버전 2.1 (2017년 12월)
버전 2.2 (2018년 5월)
버전 2.3 (2018년 12월)
버전 2.4 (2019년 10월)플러그인 통합 제거 및 통합 원활한 웹뷰 포함

## RCS 비즈니스 메시징
RCS 비즈니스 메시징 (RCS Business Messaging, RBM)는 RCS의 B2C (통신용어로는 A2P) 버전이다. 이것은 이동 통신 사업자의 메시징 트래픽 및 관련 수익을 흡수하는 타사 메시징 앱 (또는 OTT)에 대한 대안이다. RCS는 P2P(Person-to-Person) 트래픽을 되돌리기 위해 설계된 반면, RBM은 이 A2P 트래픽을 보존하고 증가시키기 위한 것이다. RCS는 메시징 앱과 유사하지만 사전 로드된 SMS 메시징 앱(예: 구글 메시지 또는 삼성 메시지)을 통해 (이론적으로) 전달되는 "리치" 기능을 제공한다. 이러한 기능을 B2C 환경에서 사용할 수 있게 함으로써, RBM은 향상된 고객 참여와 새로운 사용 사례를 촉진하는 대화형 기능 덕분에 기업의 마케팅 및 고객 서비스 지출을 유치할 수 있을 것으로 기대된다. 이는 GSMA가 RCS를 개발한 일차적인 이유였다.
RBM은 사전 정의된 빠른 응답 제안, 리치 카드, carousels, 브랜딩 등 일반 사용자가 이용할 수 없는 기능을 포함하고 있다. 마지막 기능은 검증된 송신자 시스템의 구현을 통해 소비자의 신뢰도를 높이고 부정행위를 줄이려는 것이다. 이러한 추가 기능은 운영자의 네트워크에 통합된 MaaP(Messaging-as-a-Platform) 서버를 사용하는 경우에만 사용할 수 있다. MaaP는 확인된 송신자 세부사항을 제어하여 RBM 기능의 잠금을 해제하는 동시에 P2P 및 A2P RCS 메시지를 분리하여 후자의 수익화를 돕는다. (SMS는 현재 더 저렴하거나 무료인 P2P 연결을 통해 A2P 메시지가 전송되는 회색 경로로 인해 어려움을 겪고 있다.).

## 상태
GSMA PR에 따르면 RCS 표준을 지원하는 전세계의 RCS 사업자는 AT&T, Bell Mobility, 바르티 에어텔, 도이체 텔레콤, Jio, KPN, KT, LG U+, 오랑주, Orascom Telecom, 로저스 커뮤니케이션스, SFR, SK텔레콤, 텔레콤 이탈리아, 텔레포니카, 텔리아소네라, 텔러스, 버라이즌 및 보다폰 등이 있다.
범용 프로파일은 현재 68개사의 서포터가 지원한다.
- 55 운영사: Advanced Info Service, 아메리카 모빌, AT&T 모빌리티, Axiata, Beeline (brand), Bell Mobility, 바르티 에어텔, China Telecom, 차이나 유니콤, Claro Americas, 도이치 텔레콤, 에티살랏, 글로브 텔레콤, Ice Indosat Ooredoo, Jio, KDDI, KPN, M1 Limited, 메가폰, Millicom, MTN 그룹, MTS (network provider), NTT 도코모, Optus, 오랑주, Personal, 로저스 커뮤니케이션스, 싱텔, Smart Communications, 스프린트, T-Mobile US, 텔셀, Tele2, 텔레포니카, Telenor, 텔리아소네라, Telkomsel, Telstra, 텔러스, 텔레콤 이탈리아, 투르크셀, 버라이즌 커뮤니케이션스, VEON, 및 보다폰.
- 11 하드웨어 제조사: TCL (Alcatel Mobile), 에이수스, General Mobile, HTC, 화훼이, Intex Technologies, Lava International, LG전자, 레노버 (모토로라), 삼성전자 및 ZTE.
- 2 모바일 OS 제조사: 구글 및 마이크로소프트.

### 상호 연결 및 허브
SMS처럼, RCS는 로밍을 가능하게 하기 위해 국가 및 국제 상호 연결을 요구한다. SMS와 마찬가지로, 이는 제3자 사업자가 개별 사업자와 시스템 상호작용을 위한 계약을 완료하는 허브화로 이루어질 것이다. 따라서 허브에 연결되는 각각의 후속 운영자는 다른 모든 연결된 운영자에게 자동으로 연결된다. 이것은 각 운영자가 메시지를 보낼 필요가 있는 다른 모든 운영자와 연결해야 할 필요성을 없애준다. 상호 연결과 허브는 RCS의 장기적 성공에 필수적인 것으로 간주된다. RCS 허브는 RCS 사용을 늘리는 데 관심이있는 다양한 이해 관계자가 제공한다. 여기에는 전통적인 SMS 허브 제공 업체, 소프트웨어 및 하드웨어 공급 업체 및 Jibe Cloud 플랫폼을 통한 구글이 포함된다.

## GSMA RCS 인증
RCS IOT(Interop and Testing) 인증 프로세스는 시험 품질 향상, 투명성 향상, 드라이브 확장, 복잡성 최소화 및 joyn 서비스의 출시 시간 단축(TTM)을 위해 GSMA가 시작했다. 기업들이 GSMA로부터 IOT 절차를 밟아야 서비스 마크 joyn 사용권을 신청할 수 있다.
"인증됨"은 GSMA RCS IOT 팀이 분석한 시험 결과와 추적 및 제출자와 함께 해결된 IOT 문제를 제공한 기기, 클라이언트 또는 네트워크가 특정 조건 집합에서 일련의 시험 사례(150~300)를 수행했음을 의미한다.
"인증 준비"는 이통사와 동일한 일련의 테스트 케이스를 수행한 호스트 RCS 서비스에 대해 GSMA RCS IOT 팀이 분석한 테스트 결과와 추적, 제출자와 함께 해결된 IOT 문제를 제공하는 명칭이다.

## 반응
국제앰네스티의 조 웨스트비 연구원은 RCS가 통신사의 서비스로 취급되어 감시 대상이 되기 때문에 종단 간 암호화를 허용하지 않는것에 대해 비판했다.
더 버지는 통신사들이 모든 시장에서 RCS를 지원하지 않거나, 모든 전화기에서 서비스를 인증하지 않거나, 아직 범용 프로파일을 지원하지 않는 등, 미국의 RCS의 일관성 없는 지원을 비판했다. 구글이 반독점 조사 가능성 때문에 자체 RCS 서비스를 운영하기로 한 것에 대한 우려가 드러났지만, 안드로이드 사용자들은 애플의 iMessage 서비스에 버금가는 서비스를 원했기 때문에 통신사들의 일관성 없는 RCS 지원을 우회하기 위해 구글이 그렇게 해야 했던 것으로 인정됐다.
아르스 테크니카는 또 RCS가 통신사 고유의 메시징 앱을 연상시키는 기능을 제공하는 것과 모순된다고 보고 구글이 사내 메시징 서비스를 개발하려는 다양한 과거 및 실패 시도 (구글 토크, 구글+ 메신저, 행아웃, 알로 등) 중 하나이며 전화번호에 대한 의존성, 여러 장치 간에 쉽게 동기화할 수 없음, 앞서 언급한 종단 간 암호화 미지원 등의 이러한 한계를 지적하며 구글의 RCS 서비스 출시 움직임을 비판했다.

## 같이 보기
- XMPP